# Sumerisk mytologi
Sumererna praktiserade en polyteistisk religion och den sumeriska mytologin innehöll gudar och gudinnor som representerade naturkrafter och närvaro av andra väsen på ungefär samma sätt som gestalterna i den grekiska mytologin. Ursprungligen troddes gudarna ha skapat människorna som sina tjänare men därefter befriat dem från dessa tjänande uppgifter när de blev för svåra att handskas med.
Många av berättelserna i den sumeriska religionen påminner starkt om berättelserna i andra religioner i Mellanöstern. Till exempel liknar Bibelns beskrivning av människans skapelse och Noas ark sumeriska berättelser. Sumerernas gudar och gudinnor liknar också dem hos akkaderna, kanaanéerna och andra folk. Även till den grekiska mytologin finns många paralleller, till exempel mellan Inannas nedstigande till underjorden och Persefones.

## Kosmologi
Universum blev till när Nammu, en formlös avgrund, kollapsade och gav upphov till An, himmelsguden, och Ki eller Ninhursag, jordgudinnan. Dessa gudar skapade Enlil, vindguden som blev gud över de andra gudarna. Enlil blev emellertid fördriven från den himmelska boningen Dilmun efter att ha våldtagit Ninlil som födde honom mångudinnan Sin, också känd som Nanna. Sin och Ningal födde därefter Inanna, krigets och kärlekens gudinna, och Utu (alternativt Shamash), solguden. Under sin tid i exil blev Enlil fader till tre andra underjordsgudar, bl.a. Nergal.
Nammu födde också Enki, vattenavgrunden Abzus gud och den som hade makten över Me, de heliga dekret med vilka den fysiska världen och samhällets lagar styrdes.
Detta gav upphov till världen så som vi känner den.

## Gudar och demoner
I sumerisk mytologi fanns ett stort antal gudar och demoner. De viktigaste gudarna utgjorde tillsammans en familj i flera släktled, men dyrkades i olika städer. Gudarna representerade även olika naturelement.  
| Gud       | Funktion                   | Stad   |
| --------- | -------------------------- | ------ |
| An        | himmelsgud                 | Uruk   |
| Ki        | jordgudinna, gemål till An | Uruk   |
| Enki      | jordens och vattnets gud   | Eridu  |
| Ninhursag | gemål till Enki            | Eridu  |
| Enlil     | vindens gud                | Nippur |
| Ninlil    | gemål till Enlil           | Nippur |
| Nanna     | mångud                     | Ur     |
| Ningal    | gemål till Nanna           | Ur     |
| Inanna    | himmelsgudinna             | Uruk   |
| Utu       | solgud                     | Sippar |
| Ninurta   | plogens gud                | Lagash |

Dessutom fanns i folkets tro goda och onda demoner.